# Episodi di Star Trek: The Next Generation (terza stagione)
La terza stagione della serie televisiva Star Trek: The Next Generation è composta da 26 episodi ed è stata trasmessa negli Stati Uniti in syndication dal 25 settembre 1989 al 18 giugno 1990.
In Italia è stata trasmessa da Italia 1 dal 31 dicembre 1994 al 1º febbraio 1995.
| nº | Titolo originale                | Titolo italiano                  | Prima TV USA      | Prima TV Italia  |
| -- | ------------------------------- | -------------------------------- | ----------------- | ---------------- |
| 1  | Evolution                       | Evoluzione                       | 25 settembre 1989 | 2 gennaio 1995   |
| 2  | The Ensigns of Command          | Le insegne del comando           | 2 ottobre 1989    | 31 dicembre 1994 |
| 3  | The Survivors                   | I sopravvissuti                  | 9 ottobre 1989    | 3 gennaio 1995   |
| 4  | Who Watches the Watchers?       | Prima direttiva                  | 16 ottobre 1989   | 4 gennaio 1995   |
| 5  | The Bonding                     | Il vincolo                       | 23 ottobre 1989   | 5 gennaio 1995   |
| 6  | Booby Trap                      | Trappola spaziale                | 30 ottobre 1989   | 6 gennaio 1995   |
| 7  | The Enemy                       | Il nemico                        | 6 novembre 1989   | 7 gennaio 1995   |
| 8  | The Price                       | Tunnel conteso                   | 13 novembre 1989  | 9 gennaio 1995   |
| 9  | The Vengeance Factor            | Fattore vendetta                 | 20 novembre 1989  | 10 gennaio 1995  |
| 10 | The Defector                    | Il traditore                     | 30 dicembre 1989  | 31 gennaio 1995  |
| 11 | The Hunted                      | I perseguitati                   | 8 gennaio 1990    | 11 gennaio 1995  |
| 12 | The High Ground                 | I terroristi di Rutia            | 29 gennaio 1990   | 12 gennaio 1995  |
| 13 | Déjà Q                          | Déjà Q                           | 5 febbraio 1990   | 13 gennaio 1995  |
| 14 | A Matter of Perspective         | Punti di vista                   | 12 febbraio 1990  | 14 gennaio 1995  |
| 15 | Yesterday's Enterprise          | L'Enterprise del passato         | 19 febbraio 1990  | 16 gennaio 1995  |
| 16 | The Offspring                   | La figlia di Data                | 12 marzo 1990     | 17 gennaio 1995  |
| 17 | Sins of the Father              | I peccati del padre              | 19 marzo 1990     | 18 gennaio 1995  |
| 18 | Allegiance                      | Questione di lealtà              | 26 marzo 1990     | 19 gennaio 1995  |
| 19 | Captain's Holiday               | Le vacanze del capitano          | 2 aprile 1990     | 20 gennaio 1995  |
| 20 | Tin Man                         | L'uomo di latta                  | 23 aprile 1990    | 21 gennaio 1995  |
| 21 | Hollow Pursuits                 | Illusione o realtà?              | 30 aprile 1990    | 23 gennaio 1995  |
| 22 | The Most Toys                   | Il collezionista                 | 7 maggio 1990     | 24 gennaio 1995  |
| 23 | Sarek                           | Sarek                            | 14 maggio 1990    | 25 gennaio 1995  |
| 24 | Ménage à Troi                   | Il rapimento                     | 28 maggio 1990    | 1º febbraio 1995 |
| 25 | Transfigurations                | Trasformazioni                   | 4 giugno 1990     | 26 gennaio 1995  |
| 26 | The Best of Both Worlds: Part 1 | L'attacco dei Borg (prima parte) | 18 giugno 1990    | 27 gennaio 1995  |

## Evoluzione
- Titolo originale: Evolution
- Diretto da: Winrich Kolbe
- Scritto da: Michael Piller e Michael Wagner (soggetto); Michael Piller (sceneggiatura)

### Trama
Data Stellare 43125.8. L'Enterprise D è nei pressi di un sistema binario in una missione di ricerca astrofisica: a bordo c'è il dottor Paul Stubbs, che tenterà di studiare il decadimento del neutronium, espulso a velocità relativistiche da una massiccia esplosione stellare che avrà luogo nel sistema entro poche ore. Improvvisamente, però, succedono cose molto strane: schermi deflettori che non si alzano, navi che sembrano in rotta di collisione con l'Enterprise e che poi scompaiono. E, nonostante tutto, il computer di bordo continua a riportare che non c'è alcun guasto.
- Altri interpreti: Ken Jenkins (dottor Paul Stubbs), Whoopi Goldberg (Guinan)

## Le insegne del comando
- Titolo originale: The Ensigns of Command
- Diretto da: Cliff Bole
- Scritto da: Melinda M. Snodgrass

### Trama
Data Stellare 43133.3. L'Enterprise D riceve un messaggio dagli Sheliak concernente Tau Cygna V, un pianeta che, secondo il Trattato di Armens, appartiene a loro. Il messaggio riferisce che gli Sheliak hanno deciso di colonizzare il pianeta, ma poiché è stata riscontrata la presenza di una colonia di Umani, questi ultimi dovranno essere «rimossi» entro quattro giorni, pena la loro totale «sradicazione». Poiché sul pianeta sono presenti radiazioni hyperoniche, pericolose per gli Umani, è Data a scendere sulla superficie. Qui scopre che i coloni sono i discendenti della Artemis, che 92 anni prima doveva approdare su Septimas Minor e che invece, a causa di un guasto, è arrivata su Tau Cygna V. Nonostante il Trattato di Armens assegni chiaramente la proprietà del pianeta agli Sheliak, i coloni non lo riconoscono e non vogliono nemmeno andarsene: Tau Cygna V e la sua splendida colonia sono il risultato di una vita di lavoro.
- Altri interpreti: Eileen Seeley (Ard'rian McKenzie), Mark L. Taylor (Haritath), Richard Allen (Kentor), Grainger Hines (Gosheven), Colm Meaney (Miles O'Brien)

## I sopravvissuti
- Titolo originale: The Survivors
- Diretto da: Les Landau
- Scritto da: Michael Wagner

### Trama
Data Stellare 43152.4. In risposta a una chiamata di soccorso, l'Enterprise D arriva alla colonia di Delta Rana IV. Una squadra di ricognizione scende sul pianeta e vi trova solamente due sopravvissuti: una coppia di anziani che dice che la colonia è stata attaccata e distrutta da una gigantesca astronave. Nonostante l'invito a raggiungere l'Enterprise per andarsene, la coppia preferisce rimanere sul pianeta. Intanto, a bordo, Deanna Troi sente nella sua mente il continuo suono di un carillon, che le impedisce di focalizzare i propri pensieri. Nel frattempo un'immensa nave husnock si avvicina rapidamente e comincia ad attaccare l'Enterprise.
- Altri interpreti: John Anderson (Kevin Uxbridge), Anne Haney (Rishon Uxbridge)

## Prima direttiva
- Titolo originale: Who Watches the Watchers
- Diretto da: Robert Wiemer
- Scritto da: Richard Manning e Hans Beimler

### Trama
Data Stellare 43173.5. Su Mintaka III un team di scienziati della Federazione sta studiando l'evoluzione degli abitanti: sono molto simili ai Vulcaniani e si trovano pressappoco all'età del bronzo. Purtroppo il sistema olografico che nasconde il laboratorio degli scienziati agli occhi degli indigeni è precario da quando uno dei generatori si è guastato. L'Enterprise D, che ha il compito di rimettere in sesto i generatori, giunge sul posto troppo tardi: anche i generatori di riserva hanno ceduto e la magica apparizione del laboratorio federale ha attirato l'attenzione dei Mintakiani, rischiando di interferire profondamente con il loro sviluppo naturale. Picard e i suoi si ritrovano a cercare di salvare uno degli scienziati del team, ferito e rimasto sul pianeta, e nel frattempo anche evitare di violare la Prima direttiva.
- Altri interpreti: Kathryn Leigh Scott (Nuria), Ray Wise (Liko), James Greene (dottor Barron), Pamela Segall (Oji), John McLiam (Fento), James McIntire (Hali), Lois Hall (dott.ssa Mary Warren)

## Il vincolo
- Titolo originale: The Bonding
- Diretto da: Winrich Kolbe
- Scritto da: Ronald D. Moore

### Trama
Data Stellare 43198.7. Worf e una squadra di sbarco stanno esplorando le rovine sotterranee del pianeta originario dell'antica civiltà koinoniana, che si è autodistrutta, quando, senza alcun preavviso, si verifica un'esplosione. Il teletrasporto in infermeria è immediato, ma l'archeologa del gruppo, il tenente Marla Aster, giunge sull'Enterprise priva di vita. Dopo aver ascoltato il rapporto di Worf sull'incidente, Picard ordina a La Forge di guidare un'altra squadra d'esplorazione e poi si prepara a dare la notizia della morte di Marla al figlio Jeremy. Mentre il bambino è nei suoi alloggi, però, compare la madre che gli dice che deve andare a vivere con lei sul pianeta. La gioia del bimbo è pari alla diffidenza di tutti gli altri; scopriranno che l'entità aliena che ha le sembianze di Marla si sente in colpa per il lutto di Jeremy e vorrebbe portarlo sul pianeta con sé per dargli un'esistenza felice, seppur illusoria. Capirà invece che non è giusto nei confronti del bambino e rinuncerà ai suoi intenti.
- Altri interpreti: Susan Powell (Marla Aster), Gabriel Damon (Jeremy Aster), Colm Meaney (Miles O'Brien)

## Trappola spaziale
- Titolo originale: Booby Trap
- Diretto da: Gabrielle Beaumont
- Scritto da: Michael Wagner e Ron Roman (soggetto); Ron Roman, Michael Piller e Richard Danus (sceneggiatura)

### Trama
Data Stellare 43205.6. L'Enterprise D sta esplorando una zona di spazio devastata da un'antica guerra che ha distrutto entrambe le fazioni. Rispondendo a un segnale di soccorso, attivo forse da un migliaio di anni, si trova di fronte il Cleponji, una nave da battaglia promelliana ancora intatta, ma senza vita a bordo. Picard decide di guidare personalmente una squadra di sbarco per esplorare il Cleponji e scopre che tutto è rimasto così com'era stato lasciato secoli prima. Ma c'è qualcosa di strano, a cominciare dalle pulsazioni registrate dall'Enterprise.
- Altri interpreti: Susan Gibney (Leah Brahms), Colm Meaney (Miles O'Brien), Whoopi Goldberg (Guinan), Albert Hall (Galek Dar), Julie Warner (Christy Henshaw)

## Il nemico
- Titolo originale: The Enemy
- Diretto da: David Carson
- Scritto da: David Kemper e Michael Piller

### Trama
Data Stellare 43349.2. Un segnale di soccorso porta l'Enterprise D nell'orbita di Galorndon Core, nei pressi della Zona neutrale romulana. Sul pianeta la squadra di ricognizione comandata da Riker scopre il relitto di una piccola nave romulana e un sopravvissuto in fin di vita. Una forte tempesta atmosferica costringe Riker, Worf e La Forge ad abbandonare ulteriori ricerche, ma appena prima di essere teletrasportati a bordo, Geordi perde il contatto con gli altri due e rimane isolato sul pianeta.
- Altri interpreti: John Snyder (centurione Bochra), Andreas Katsulas (comandante Tomalak), Colm Meaney (Miles O'Brien), Steve Rankin (Patahk)

## Tunnel conteso
- Titolo originale: The Price
- Diretto da: Robert Scheerer
- Scritto da: Hannah Louise Shearer

### Trama
Data Stellare 43385.6. I delegati della Federazione, dei Ferengi, dei Caldoniani, il Primo Ministro di Barzan Bhavani e il rappresentante dei Chrysaliani, sono a bordo dell'Enterprise D per negoziare l'uso di un fenomeno naturale fino ad allora ritenuto pericoloso e incontrollabile: il primo e unico wormhole stabile conosciuto. Una sonda lanciata dentro il wormhole rimanda i suoi segnali da milioni di anni luce: l'uscita del condotto si trova apparentemente nel Quadrante Delta, un settore raggiungibile in decine di anni con i normali motori a curvatura. Nonostante il generale entusiasmo, il negoziato si rivela difficile a causa della diffidenza dei delegati e della strana influenza del rappresentante dei Crisaliani, Devinoni Ral, in parte Betazoide.
- Altri interpreti: Matt McCoy (Devinoni Ral), Elizabeth Hoffman (Premier Bhavani), Castulo Guerra (Seth Mendoza), Scott Thomson (Daimon Goss), Dan Shor (dott. Arridor), Kevin Peter Hall (Leyor)
- Gli eventi narrati in questo episodio sono ripresi in un episodio della serie Voyager: Profeti e perdite.

## Fattore vendetta
- Titolo originale: The Vengeance Factor
- Diretto da: Timothy Bond
- Scritto da: Sam Rolfe

### Trama
Data Stellare 43421.9. Durante una visita di routine a un avamposto federale, la squadra di ricognizione scopre che il luogo è stato depredato e i due uomini che lo abitavano sono stati storditi da colpi di phaser. La dottoressa Crusher analizza alcune macchie di sangue e scopre che appartengono agli Acamariani. Sicuramente i Radunatori, predoni nomadi che hanno già compiuto scorribande in avamposti vicini, sono i colpevoli di questa incursione. Per impedire un ulteriore dilagarsi di queste scorribande, Picard fa rotta verso Acamar III, dove incontra la sovrana del pianeta, Marouk, che si dichiara pronta a collaborare: molte volte infatti è stata offerta l'amnistia a questi predoni, ma essi l'hanno rifiutata preferendo continuare nelle loro razzie. Forse questa sarà la volta buona e Marouk decide di accompagnare Picard nel covo dei Radunatori per rinnovare questa offerta. Ma l'antico odio tra i clan del pianeta è sempre in agguato.
- Altri interpreti: Lisa Wilcox (Yuta), Joey Aresco (Brull), Nancy Parsons (Sovrana Marouk), Stephen Lee (Chorgan), Marc Lawrence (Volnath)

## Il traditore
- Titolo originale: The Defector
- Diretto da: Robert Scheerer
- Scritto da: Ronald D. Moore

### Trama
Data Stellare 43462.5. Mentre sul ponte ologrammi si svolge la rappresentazione teatrale dell'Enrico V con Data nei panni del protagonista, i sensori segnalano un oggetto non identificato nella Zona neutrale romulana: è un piccolo ricognitore romulano. Il suo pilota chiede asilo all'Enterprise D perché è inseguito da un falco da guerra romulano. Appena è uscita dalla Zona neutrale, Picard fa proteggere la navetta con gli scudi dell'Enterprise e la nave romulana preferisce ritirarsi, evitando il confronto. Una volta portato a bordo, il fuggitivo annuncia che il suo Impero si prepara a conquistare la Zona neutrale, rompendo così il trattato con la Federazione.
- Altri interpreti: James Sloyan (Setol / Alidar Jarok), Andreas Katsulas (Tomalak), John Hancock (Haden), S.A. Templeman (John Bates)

## I perseguitati
- Titolo originale: The Hunted
- Diretto da: Cliff Bole
- Scritto da: Robin Bernheim

### Trama
Data Stellare 43489.2. Mentre l'Enterprise D sta visitando Angosia III, un pianeta che desidera entrare nella Federazione, un pericoloso prigioniero fugge dalla colonia penale di Lunar 5 a bordo di una navetta; Picard offre il proprio aiuto e inizia subito l'inseguimento. Il fuggitivo, Roga Danar, tenta di far credere che la sezione principale della navetta si sia distrutta contro un asteroide, ma viene individuato e portato a bordo. Malgrado il fuggitivo venga considerato un individuo pericolosissimo e soggetto a forti crisi di violenza, Deanna Troi, parlando con lui, si accorge che la personalità più profonda di Roga è tutt'altro che violenta e indaga sulla situazione.
- Altri interpreti: Jeff McCarthy (Roga Danar), James Cromwell (Primo Ministro Nayrok), Colm Meaney (Miles O'Brien), Michael Flynn (Zayner), Andrew Bicknell (Wagnor)
- L'attore James Cromwell interpreterà la parte del dott. Zefram Cochrane, scopritore della velocità curvatura, nell'ottavo film della saga, Primo contatto.

## I terroristi di Rutia
- Titolo originale: The High Ground
- Diretto da: Gabrielle Beaumont
- Scritto da: Melinda M. Snodgrass

### Trama
Data Stellare 43510.7. Rutia IV è un pianeta neutrale a cui l'Enterprise D deve fornire rifornimenti medici. Data, Worf e la dottoressa Crusher, scesi sul pianeta, si trovano coinvolti in un attacco terroristico. Nel tentativo di soccorrere un ferito, Crusher viene fatta prigioniera. Il gruppo terroristico Ansata ha bisogno delle sue cure per rimediare agli effetti collaterali della loro tecnologia di teletrasporto: il suo uso prolungato infatti causa delle irrimediabili modifiche al DNA.
- Altri interpreti: Kerrie Keane (Alexana Devos), Richard Cox (Kyril Finn), Marc Buckland (cameriere), Fred G. Smith (poliziotto), Christopher Pettiet (ragazzo)

## Déjà Q
- Titolo originale: Déjà Q
- Diretto da: Les Landau
- Scritto da: Richard Danus

### Trama
Data Stellare 43539.1. Per rendere ancora più complessi i problemi di Picard, che sta tentando di tutto per impedire che la luna di Bre'el IV si scontri con il pianeta, Q torna sull'Enterprise D; questa volta però non è una sua scelta: gli altri membri del continuum pensano che abbia causato troppi problemi e decidono di togliergli i poteri e depositarlo a bordo della nave della Flotta Stellare. E la prima cosa che Picard fa è mettere Q in prigione.
- Altri interpreti: John de Lancie (Q), Whoopi Goldberg (Guinan), Richard Cansino (dottor Garin), Betty Muramoto (scienziata), Corbin Bernsen (Q)

## Punti di vista
- Titolo originale: A Matter of Perspective
- Diretto da: Cliff Bole
- Scritto da: Ed Zuckerman

### Trama
Data Stellare 43610.4. Il dottor Nel Apgar sta studiando il modo di creare un convertitore di onde krieger che rappresenterebbe una nuova fonte di energia. Riker, sbarcato sulla stazione di ricerca in orbita attorno a Tanuga IV insieme alla squadra di ricognizione, sta tornando a bordo dopo una chiacchierata privata con Apgar, ma durante la fase di teletrasporto un calo di energia rende difficile il trasferimento, e una volta giunto a bordo il Numero Uno ne scopre la causa: la stazione è appena esplosa. L'Enterprise D resta in orbita studiando i detriti per scoprire ciò che è successo e anche per rispondere ai governanti del pianeta di un'accusa a Riker: assassinio.
- Altri interpreti: Craig Richard Nelson (ispettore Krag), Gina Hecht (Manua Apgar), Mark Margolis (Nel Apgar), Colm Meaney (Miles O'Brien), Juliana Donald (Tayna)

## L'Enterprise del passato
- Titolo originale: Yesterday's Enterprise
- Diretto da: David Carson
- Scritto da: Trent Christopher Ganino e Eric A. Stillwell (soggetto); Ira Steven Behr, Richard Manning, Hans Beimler e Ronald D. Moore (sceneggiatura)

### Trama
Data Stellare 43625.2. L'Enterprise D si trova nei pressi di Archer IV. Improvvisamente una strana anomalia, identificata come una fessura temporale, appare nelle sue vicinanze. Da questa compare una nave stellare e, di colpo, sulla plancia dell'Enterprise qualcosa cambia: l'atmosfera è più cupa, le divise sono differenti, al posto di Worf c'è Tasha Yar e, stranamente, nessuno sembra essersi accorto del cambiamento.
È la stessa Tasha che identifica la nave comparsa dall'anomalia: si tratta dell'Enterprise C, l'ultima nave a portare il glorioso nome prima dell'Enterprise D. La nave è molto danneggiata e Picard decide di inviare a bordo una squadra di soccorso, raccomandandosi di non svelare all'equipaggio dell'Enterprise C l'avvenuto salto temporale. Inoltre Picard sembra preoccupato: il fattore tempo è cruciale, la Federazione è in guerra con i Klingon e c'è il pericolo che navi dell'Impero, attirate dalla comparsa dell'anomalia, arrivino nel settore. La situazione a bordo dell'Enterprise C è preoccupante: la nave ha subito forti danni, la plancia è semidistrutta e tutti gli ufficiali di servizio in plancia sono morti, a eccezione del capitano Rachel Garrett e del tenente Richard Castillo. Riker ordina a La Forge di riparare al più presto i sistemi principali: la nave deve essere pronta a muoversi il più presto possibile. Garrett, gravemente ferita, viene trasportata urgentemente nell'infermeria dell'Enterprise D.
Subito dopo, Guinan si presenta in plancia, desiderosa di parlare a Picard di una strana sensazione che sta avvertendo da quando l'Enterprise C è comparsa dalla fessura temporale. Guinan assicura a Picard che la situazione non è normale, che l'Enterprise D in realtà non è un incrociatore da battaglia, che la Federazione e i Klingon dovrebbero essere alleati e non in guerra e che tutto dipende dall'arrivo della nave dall'anomalia spaziale. Unica soluzione sarebbe far tornare indietro l'Enterprise C.
Picard si reca in infermeria a visitare Garrett, che gli racconta quanto ricorda degli ultimi eventi occorsi alla sua nave: l'Enterprise C si trovava nei pressi di Narendra III, quando, in risposta a una chiamata di soccorso da parte del locale avamposto klingon, è stata attaccata da navi romulane. Picard svela a Garrett del salto temporale di 22 anni e della guerra ventennale tra i Klingon e la Federazione. Ritornato in plancia, Picard viene a sapere da Data che le probabilità che l'Enterprise C, rispedita indietro nel tempo attraverso l'anomalia, riesca a sconfiggere le navi romulane sono pressoché nulle. Ma il sacrificio di una nave federale a difesa di un avamposto klingon avrebbe forse potuto evitare vent'anni di guerra.
- Altri interpreti: Denise Crosby (Tasha Yar), Christopher McDonald (Richard Castillo), Tricia O'Neil (Rachel Garrett), Whoopi Goldberg (Guinan)

## La figlia di Data
- Titolo originale: The Offspring
- Diretto da: Jonathan Frakes
- Scritto da: René Echevarria

### Trama
Data Stellare 43657.0. Mentre l'Enterprise D sta esplorando una cintura di asteroidi, Data sta conducendo un esperimento segreto. I suoi colleghi sono preoccupati, perché Data non è abituato a tenere segreti i suoi progetti; quando si decidono a chiedere all'androide che cosa sta succedendo, è Data stesso a presentar loro il risultato del suo esperimento: sua figlia Lal. In seguito allo sviluppo di una nuova tecnica illustrata a una Conferenza di Cibernetica conclusa da poco, Data è infatti riuscito a trasferire i propri schemi mentali in un'altra macchina. Ma, nonostante il progetto sembri riuscito, Data dovrà vedersela con Picard, che si indigna perché l'androide non l'ha avvertito di ciò che stava facendo, e con la Flotta Stellare, che ritiene questo esperimento estremamente interessante.
- Altri interpreti: Hallie Todd (Lal), Nicolas Coster (Anthony Haftel), Whoopi Goldberg (Guinan), Judyann Elder (Ballard)

## I peccati del padre
- Titolo originale: Sins of the Father
- Diretto da: Les Landau
- Scritto da: Drew Deighan (soggetto); Ronald D. Moore e W. Reed Moran (sceneggiatura)

### Trama
Data Stellare 43685.2. Nell'ambito di un programma di scambio ufficiali fra astronavi diverse, un ufficiale klingon a sale a bordo dell'Enterprise D e assume il grado di Primo ufficiale annunciando che, pur seguendo le regole e le procedure della Flotta Stellare, porterà un'atmosfera più disciplinata ed efficiente. L'intero equipaggio comincia ad avere problemi e nascono piccole crisi personali. Anche Worf avrà i suoi problemi, soprattutto quando scoprirà che l'ufficiale klingon è suo fratello. Egli rivela che la loro famiglia è stata accusata di alto tradimento dal Gran Consiglio dell'Impero Klingon: l'accusa riguarda la strage dell'avamposto klingon di Khitomer in cui morirono molti Klingon. Nuove notizie apprese dalla cattura di un falco di guerra romulano hanno aperto nuove indagini sulla tragedia; dai diari della nave è stato accertato il tradimento di un Klingon il quale ha trasmesso ai Romulani i codici di accesso agli scudi di energia. Viene accusato del tradimento il padre di Worf, Mog, reo secondo l'accusa di aver trasmesso il codice. Dopo aver svolto diverse indagini con l'aiuto del capitano Picard, Worf scopre chi ha trasmesso il codice: Ja'rod, padre di Duras, grande accusatore della famiglia di Worf e consigliere dell'Alto Consiglio dell'Impero. Il capo dell'Alto Consiglio, K'mpek, ha volutamente occultato la verità in quanto avrebbe compromesso la credibilità dell'Impero e fatto sprofondare il pianeta nella guerra civile. Worf decide di accettare il disonore ed essere bandito dall'Impero a patto che suo fratello venga risparmiato.
- Altri interpreti: Charles Cooper (K'mpec), Tony Todd (Kurn), Patrick Massett (Duras), Thelma Lee (Kahlest), Teddy Davis (tecnico del teletrasporto)

## Questione di lealtà
- Titolo originale: Allegiance
- Diretto da: Winrich Kolbe
- Scritto da: Richard Manning e Hans Beimler

### Trama
Data Stellare 43714.1. L'Enterprise D si sta dirigendo verso la zona dell'appuntamento con la USS Hood per un nuovo esperimento di terraforming di Browder IV. Durante il viaggio, un'energia penetra nella nave e rapisce il capitano Picard che si ritrova in un luogo sconosciuto, in compagnia di altre persone apparentemente rapite come lui da ignote entità. Sull'Enterprise, intanto, un duplicato esatto del capitano sta dando ordini in contrasto con quelli della loro missione.
- Altri interpreti: Stephen Markle (Kova Tholl), Reiner Schöne (Esoqq), Joycelyn O'Brien (Mitena Haro), Jerry Rector (alieno), Jeff Rector (alieno)

## Le vacanze del capitano
- Titolo originale: Captain's Holiday
- Diretto da: Chip Chalmers
- Scritto da: Ira Steven Behr

### Trama
Data Stellare 43745.2. Su consiglio di Riker, e dopo una stressante missione, Picard si concede un po' di relax sul pianeta Risa. Il capitano sbarca e promette al suo Primo ufficiale di portargli come souvenir un horga'hn. Ma Picard non sa che due Vorgon sapevano del suo arrivo su Risa molto prima che egli stesso prendesse la decisione di scendervi. Sul pianeta incontra anche Vash, una donna misteriosa che è inseguita da alcuni Ferengi e con la quale Picard ha una relazione.
- Altri interpreti: Jennifer Hetrick (Vash), Karen Landry (Ajur), Michael Champion (Boratus), Max Grodénchik (Sovak), Deirdre Imershein (Joval)

## L'uomo di latta
- Titolo originale: Tin Man
- Diretto da: Robert Scheerer
- Scritto da: Dennis Bailey e David Bischoff

### Trama
Data Stellare 43779.3. La USS Hood invia un messaggio sul canale di sicurezza per avvertire l'Enterprise D che la Flotta Stellare ha bisogno della nave più veloce e degli uomini migliori per una missione delicata. Il capitano DeSoto della Hood ha anche il compito di far sbarcare sull'Enterprise uno specialista nel primo contatto con forme di vita aliene. La missione è quella di contattare uno strano oggetto meccanico, apparentemente vivo, che si sposta nel vuoto interstellare e che viene chiamato l'«uomo di latta».
- Altri interpreti: Michael Cavanaugh (Robert DeSoto), Peter Vogt (comandante romulano), Colm Meaney (Miles O'Brien), Harry Groener (Tam Elbrun)

## Illusione o realtà?
- Titolo originale: Hollow Pursuits
- Diretto da: Cliff Bole
- Scritto da: Sally Caves

### Trama
Data Stellare 43807.4. Reginald Barclay costituisce un grosso problema a bordo dell'Enterprise D: l'ufficiale infatti è una persona introversa che combina guai e non si presenta in orario ai turni di lavoro. E perdipiù trova sollievo tentando di sedurre Deanna Troi, misurandosi in versione spadaccino con i suoi stessi ufficiali superiori, o almeno così è in una delle tante simulazioni del ponte ologrammi che egli stesso crea per sfuggire alla realtà. Nella vita di bordo invece è un ufficiale maldestro e lento nell'eseguire i suoi compiti, continuamente messo a rapporto e con una personalità poco combattiva, scontrosa e che non accetta critiche. Questa sua personalità non lo sta soltanto distruggendo, ma può mettere in pericolo l'Enterprise.
- Altri interpreti: Dwight Schultz (Reginald Barclay), Charley Lang (Duffy), Colm Meaney (Miles O'Brien), Whoopi Goldberg (Guinan)

## Il collezionista
- Titolo originale: The Most Toys
- Diretto da: Timothy Bond
- Scritto da: Shari Goodhartz

### Trama
Data Stellare 43872.2. Un carico di hytritium puro deve essere portato urgentemente a una colonia federale per decontaminare l'acqua del pianeta. Per le operazioni di carico sull'Enterprise D, a causa dell'instabilità del materiale, è necessario usare una navetta. Data è incaricato del trasbordo delle varie casse di materiale e tutto procede senza problemi fino all'ultimo trasporto, quando la navetta esplode con Data e il prezioso carico. L'equipaggio piange la perdita di Data, mentre egli in realtà è stato rapito da Kivas Fajo, un alieno che colleziona oggetti ed esseri viventi unici nell'universo. Solo l'ostinazione di La Forge nel credere impossibile che l'incidente sia avvenuto per un errore di pilotaggio farà scoprire la verità e recuperare l'amico che credevano morto.
- Altri interpreti: Nehemiah Persoff (Toff), Jane Daly (Varria), Colm Meaney (Miles O'Brien), Saul Rubinek (Kivas Fajo)

## Sarek
- Titolo originale: Sarek
- Diretto da: Les Landau
- Scritto da: Marc Cushman e Jake Jacobs (soggetto); Peter S. Beagle (sceneggiatura)

### Trama
Data Stellare 43917.4. La Federazione e Legara IV stanno per portare a termine un delicato negoziato in preparazione da 93 anni e l'Enterprise D è la nave incaricata del trasporto dell'ambasciatore federale sul pianeta. Un ambasciatore molto importante, la cui carriera è costellata di successi e si concluderà subito dopo la missione: Sarek, ormai giunto alla rispettabile età di 202 anni. È il capitano Picard in persona a ricevere a bordo l'importante personalità, insieme con i suoi zelanti assistenti e alla sua terza moglie che, come Amanda, è umana. Sulla nave, nel frattempo, cominciano ad accadere strane cose: Geordi e Wesley litigano, Worf mette a rapporto un ufficiale che si è sempre distinto per la sua condotta esemplare, Beverly Crusher schiaffeggia suo figlio per una sciocchezza e Deanna afferma che negli ultimi due giorni almeno una decina di altre persone si sono comportate con rabbia senza ragione.
- Altri interpreti: Mark Lenard (Sarek), Joanna Miles (Perrin), William Denis (Ki Aloysius Mendrossen), Rocco Sisto (Sakkath), Colm Meaney (Miles O'Brien), John H. Francis (scienziato)

## Il rapimento
- Titolo originale: Ménage à Troi
- Diretto da: Robert Legato
- Scritto da: Fred Bronson e Susan Sackett

### Trama
Data Stellare 43930.7. Il ritorno della madre di Deanna Troi, Lwaxana, a bordo dell'Enterprise D, è interrotto da un Ferengi. L'alieno si è innamorato di Lwaxana, ma non desidera solo il suo corpo: la sua mente telepatica infatti rappresenta un grande valore e un potenziale commerciale interessante. Così il DaiMon Tog decide di rapire madre e figlia ritrovandosi però anche a dover rapire Riker per poterle portare via.
- Altri interpreti: Majel Barrett (Lwaxana Troi), Frank Corsentino (DaiMon Tog), Ethan Phillips (dottor Farek), Peter Slutsker (Nibor), Rudolph Willrich (Reittan Grax), Carel Struycken (signor Homn)

## Trasformazioni
- Titolo originale: Transfigurations
- Diretto da: Tom Benko
- Scritto da: René Echevarria

### Trama
Data Stellare 43957.2. L'Enterprise D è stata assegnata all'esplorazione di un sistema solare sconosciuto e l'equipaggio può rilassarsi un po'. Una volta giunti sul posto, gli ufficiali della Flotta scoprono che su uno dei pianeti ci sono i resti di una navetta di salvataggio monoposto precipitata sulla superficie. I sensori rilevano anche una forma di vita umanoide, i cui segni vitali sono deboli, ma che sicuramente è viva. Crusher e La Forge vengono immediatamente teletrasportati sul posto e scoprono che, nonostante sia vivo, l'umanoide ha il cervello troppo danneggiato per poter essere teletrasportato; Beverly dovrà quindi collegare il cervello dell'umanoide a quello di un volontario, Geordi, attraverso il tricorder.
- Altri interpreti: Mark La Mura (John Doe), Charles Dennis (Sunad), Julie Warner (Christy Henshaw), Colm Meaney (Miles O'Brien), Patti Tippo (infermiera)

## L'attacco dei Borg(prima parte)
- Titolo originale: The Best of Both Worlds: Part 1
- Diretto da: Cliff Bole
- Scritto da: Michael Piller

### Trama
Data Stellare 43989.1. L'Enterprise D riceve un segnale di soccorso da una colonia situata su Jouret IV. Giunti sul posto, i sensori della nave non rilevano più alcuna forma di vita e quando la squadra di ricognizione scende sull'avamposto non trova alcun segno dei novecento abitanti. Un gruppo di alti ufficiali della Flotta viene inviato sull'Enterprise per supervisionare la situazione – ufficiali che stanno studiando la minaccia dei Borg e credono che anche la distruzione della colonia sia opera di questa specie misteriosa e pericolosa. L'unico indizio sicuro è una radiazione caratteristica registrata ogni volta che i Borg sono apparsi. La preparazione tattica viene affidata a un ufficiale più competente in materia, il tenente comandante Shelby, che prende a tutti gli effetti il posto di Riker al comando delle squadre di ricognizione. I Borg riescono a teletrasportare Picard sul loro cubo: il capitano verrà assimilato, prenderà il nome di «Locutus di Borg» e guiderà gli alieni nella Battaglia di Wolf 359, mentre Riker prende il comando dell'Enterprise.
- Altri interpreti: Elizabeth Dennehy (Elisabeth Shelby), George Murdock (J.P. Hanson), Colm Meaney (Miles O'Brien), Whoopi Goldberg (Guinan)